# Fasciolidae
Fasciolidae zijn een familie uit de orde van de Plagiorchiida van de platwormen (Platyhelminthes). Het is een groep van parasitaire platwormen met een ingewikkelde levenscyclus. Volwassen platwormen leven in de lever van hun gastheer (een zoogdier) en migreren door het bloed zodat eitjes via de urine of de darmen vrij komen. Via een tussengastheer (zoetwaterslak) verspreiden ze honderdduizenden vrij levende larven die zich via de huid weer een weg banen in het lichaam van de gastheer.

## Taxonomische indeling
Zoals met alle platwormen is er geen consensus over de indeling. Hier is gebruikgemaakt van de taxonomybrowser
- Geslacht Fasciola
  - Fasciola gigantica
  - Fasciola hepatica (leverbot)
  - Fasciola jacksoni
- Geslacht Fascioloides
- Geslacht Fasciolopsis
- Geslacht Parafasciolopsis
- Geslacht Protofasciola